# Imnul drapelului național
Imnul drapelului național (chineză: 國旗歌; pinyin: gúoqí gē) este imnul național al Republicii Chineze (Taiwan).